# Monastère de Collombey
Le monastère de Collombey, anciennement appelé château d'Arbignon, est un monastère de Suisse situé sur le territoire de la commune valaisanne de Collombey-Muraz et occupé par les Bernardines réformées.

## Histoire
La première mention du château d'Arbignon, alors simple tour de garde et résidence des seigneurs locaux remonte à 1349 lorsque Peronet d’Arbignon demande à l’évêque Guichard Tavelli le droit de construire une chapelle dans l'enceinte. Le lieu est transformé en couvent lorsque les Bernardines viennent s'y installer en 1647, après être passées par Monthey en 1629 ; elles assureront l'agrandissement du lieu avec la création d'un nouveau bâtiment adossé à la tour d'origine, construit entre mars 1643 et juin 1647.
En 2015, les sœurs ouvrent leur propre site internet couplé à un blog pour « relater la vie du monastère ».
L'édifice est inscrit comme bien culturel d'importance régionale.

## Architecture
Le monastère est situé sur un éperon dominant le village. Il a été édifié en 1643 sur les ruines de l'ancien château (XIIIe siècle) des nobles d'Arbignon, ministériaux de l'Abbaye de Saint-Maurice. Les bâtiments conventuels construits au XVIIe siècle forment un quadrilatère entouré d'un mur d'enceinte qui conserve, au sud-ouest, une tour carrée du milieu du  XIIIe siècle, aux percements modifiés au XVIIe siècle.
Chapelle Saint-Joseph dans l'aile orientale du couvent. Elle est précédée d'un vestibule éclairé par trois arcades. Un cadran solaire est daté 1726. Une partie de l'édifice est ouverte au public, une autre est réservée aux moniales, et séparée par une grille et implantée perpendiculairement. Stalles baroques. La crypte abrite la châsse de Louise Ballon, la Mère fondatrice. Dans la chapelle, retable du XVIIIe siècle aux armes de l'évêque François-Joseph Supersaxo. Vitraux Paul Monnier, 1947.

## Filiation et dépendances
Collombey est fille du couvent des bernardines de Rumilly.

## Liste des abbesses
- 1630 - 1631 : Marie-Bartholomée de Vantéry[8],[9]
- 1631 - 1636 : Marie-Louise de Montfalcon[10]
- 1636, ... - 1651 : Marie-Péronne de Vantéry[11]
- 1645 - 1648 : Jeanne-Thérèse Philipponat[12]
- 1651 - 1654 : Marguerite-Séraphique Philipponat[13]
- 1654 - 1657 : Marie-Elisabeth Murisier[14]
- 1657 - 1663 : Louise-Cécile de La Faverge[15]
- 1663 - 1672 : Marie-Joseph Dupont[16]
- 1672 - 1675 : Anne-Catherine Sorini[17]
- 1675 - 1684 : Marie-Péronne Torrent[18]
- 1684 - 1687 : Françoise-Madeleine Torrent[19]
- 1687, ... - 1707 : Anne-Françoise Bruno[20]
- 1696 - 1705 : Marie-Séraphique de Courten[21]
- 1707, ... - 1728 : Marie de la Trinité Magnin[22]
- 1716 - 1719 : Marie-Aldegonde de Werra[23]
- 1728 - 1733 : Marie-Catherine Camanis[24]
- 1734, ... - 1755 : Marie-Claire Bonvin[25]
- 1743 - 1752 : Marie-Agnès Claret[26]
- 1755 - 1764 : Françoise-Patience de Morency[27]
- 1765 - 1768 : Marie-Fortunée de Jésus Donnet[28]
- 1768, ... - 1807 : Marie-Euphrasie Riche[29]
- 1777 - 1780 : Marie-Félicité de Jésus de Morency[30]
- 1790 - 1800 : Marie-Virginie Guérin[31]
- 1807, ... - 1850 : Marie-Humbeline Granger[32]
- 1820 - 1823 : Marie-Euphrosine Chappex[33]
- 1832, ... - 1839 : Marie-Félicité Cornut[34]
- 1850 - 1857 : Marie-Cécile Donnet (administratrice)[35]
- 1850, ... - 1875 : Marie-Rosalie Marclay[36]
- 1857 - 1860 : Marie-Philomène Basquèraz[37]
- 1863, ... - 1895 : Marie-Bernardine Mariétan[38]
- 1884 - 1887 : Marie-Clémence Blatter[39]
- 1895, ... - 1933 : Marie-Xavérine Pitteloud[40]
- 1903 - 1906 : Marie-Louise Gay-Balmaz[41]
- 1915, ... - 1935 : Marie-Philomène Constantin[42]
- 1935, ... - 1950 : Marie-Gertrude Formaz[43]
- 1938, ... - 1968 : Marie-Emilie Dubosson[44]
- 1956, ... - 1971 : Marie-Gabrielle Thétaz[45]
- 1971 - ... : Anne-Marie Cornut[46]